# Riserva federale
Il Federal Reserve System, conosciuto anche come Federal Reserve (in italiano Riserva federale) ed informalmente come Fed, è la banca centrale degli Stati Uniti d'America.

## Storia

### LaFirst Central Banke laSecond Central Bank

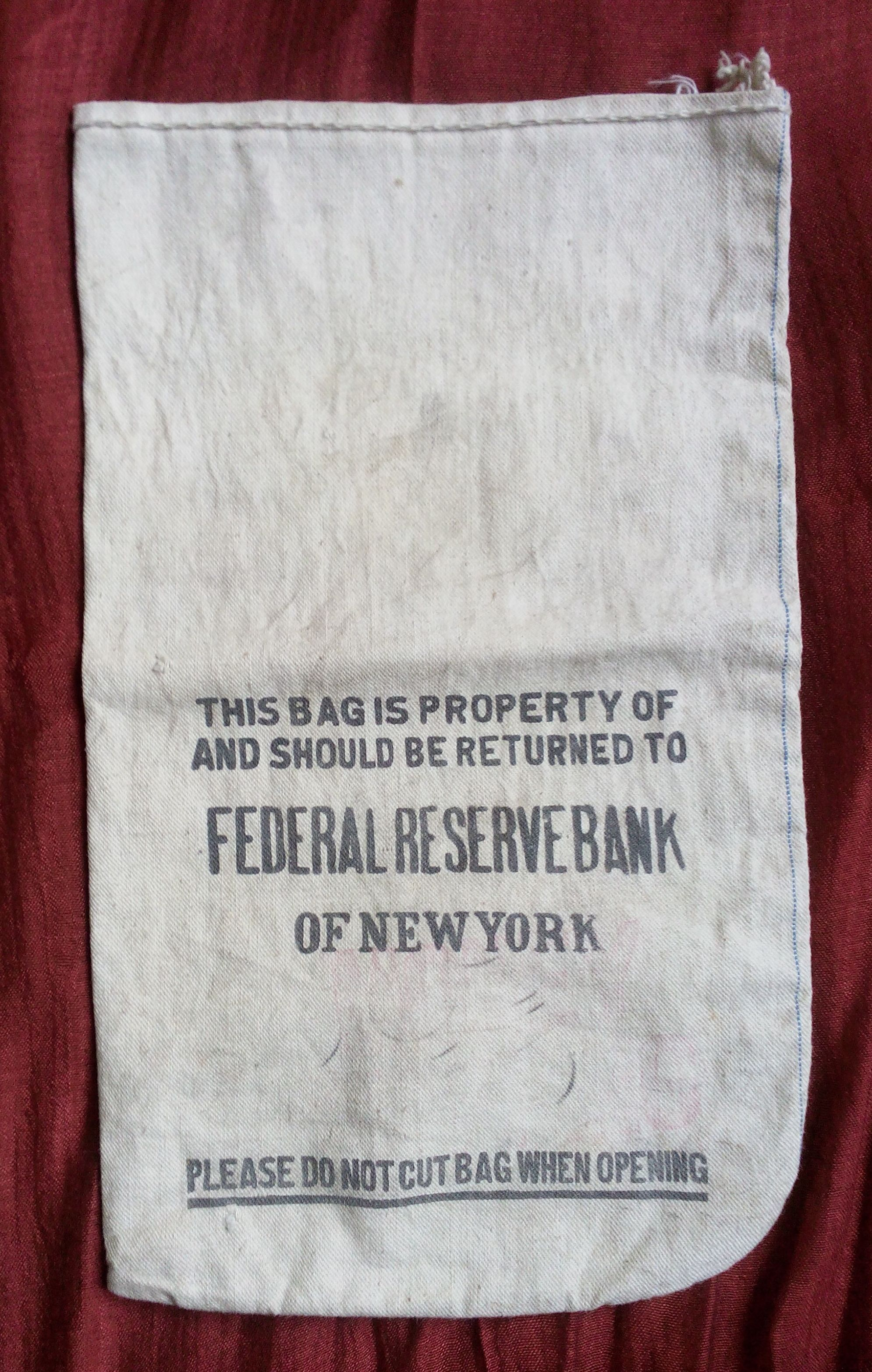
Borsa per monete metalliche della Federal Reserve Bank

Il primo tentativo di una moneta nazionale statunitense ebbe luogo durante la guerra d'indipendenza americana. Nel 1775 il Congresso continentale, così come le singole colonie, cominciarono a stampare biglietti detti Continentals. Questi Continentals erano garantiti solo dal futuro gettito fiscale ed erano utilizzati per finanziare i costi della guerra d'indipendenza americana. L'eccesso di emissione, nonché la stampa di falsi da parte degli Inglesi, provocò la svalutazione dei Continentals. Questa cattiva esperienza con la cartamoneta spinse gli Stati Uniti a eliminare il diritto di stampare Bills of Credit (banconote) dalla bozza della Costituzione nel 1787, e a proibire che i singoli stati emettessero la propria cartamoneta, limitando il potere degli stati a dichiarare moneta legale solo monete d'oro o d'argento.
La prima istituzione statunitense che abbia svolto le funzioni di banca centrale fu la Prima banca degli Stati Uniti d'America, autorizzata dal Congresso e promulgata dal Presidente George Washington nel 1791, su sollecitazione di Alexander Hamilton. L'istituzione fu approvata nonostante la forte opposizione di Thomas Jefferson e James Madison, fra gli altri. La concessione aveva durata ventennale e spirò nel 1811 durante la presidenza di Madison, in quanto il Congresso rifiutò di rinnovarla.
In ogni modo, nel 1816, dopo la guerra anglo-americana, Madison ricostituì una banca centrale, la cosiddetta Seconda banca degli Stati Uniti, soprattutto per mettere fine all'inflazione galoppante seguita alla guerra. L'istituto aveva una concessione ventennale. Nell'imminenza della scadenza, il rinnovo fu il principale argomento nel dibattito che portò alla rielezione del presidente Andrew Jackson. Dopo che Jackson, oppositore dell'idea di una banca centrale, fu rieletto, egli prelevò i depositi federali dalla banca centrale nel 1833, e le entrate federali furono dirottate su banche private selezionate per ordine dell'esecutivo. Sperando di estorcere il rinnovo della concessione, il Presidente della Seconda Banca degli Stati Uniti, Nicholas Biddle, rispose riducendo l'emissione di moneta e causando una breve crisi finanziaria la cui responsabilità fu inizialmente attribuita all'azione esecutiva di Jackson.. Ma nel 1834 un sollevamento generale contro Biddle pose fine al panico e gli sforzi per il rinnovo della concessione furono abbandonati. Ad ogni modo nel 1836 sotto la presidenza Jackson la concessione non fu rinnovata.
Entrambe le banche erano state istituite sul modello della Banca d'Inghilterra. Fra il 1837 e il 1862 non ci fu nessuna banca centrale, e perciò questo periodo è detto Free banking Era. Dal 1863 fu istituito un sistema di banche nazionali. Tuttavia si verificò una serie di crisi economiche, nel 1873, nel 1893 e nel 1907.

### La fondazione dellaFederal Reserve

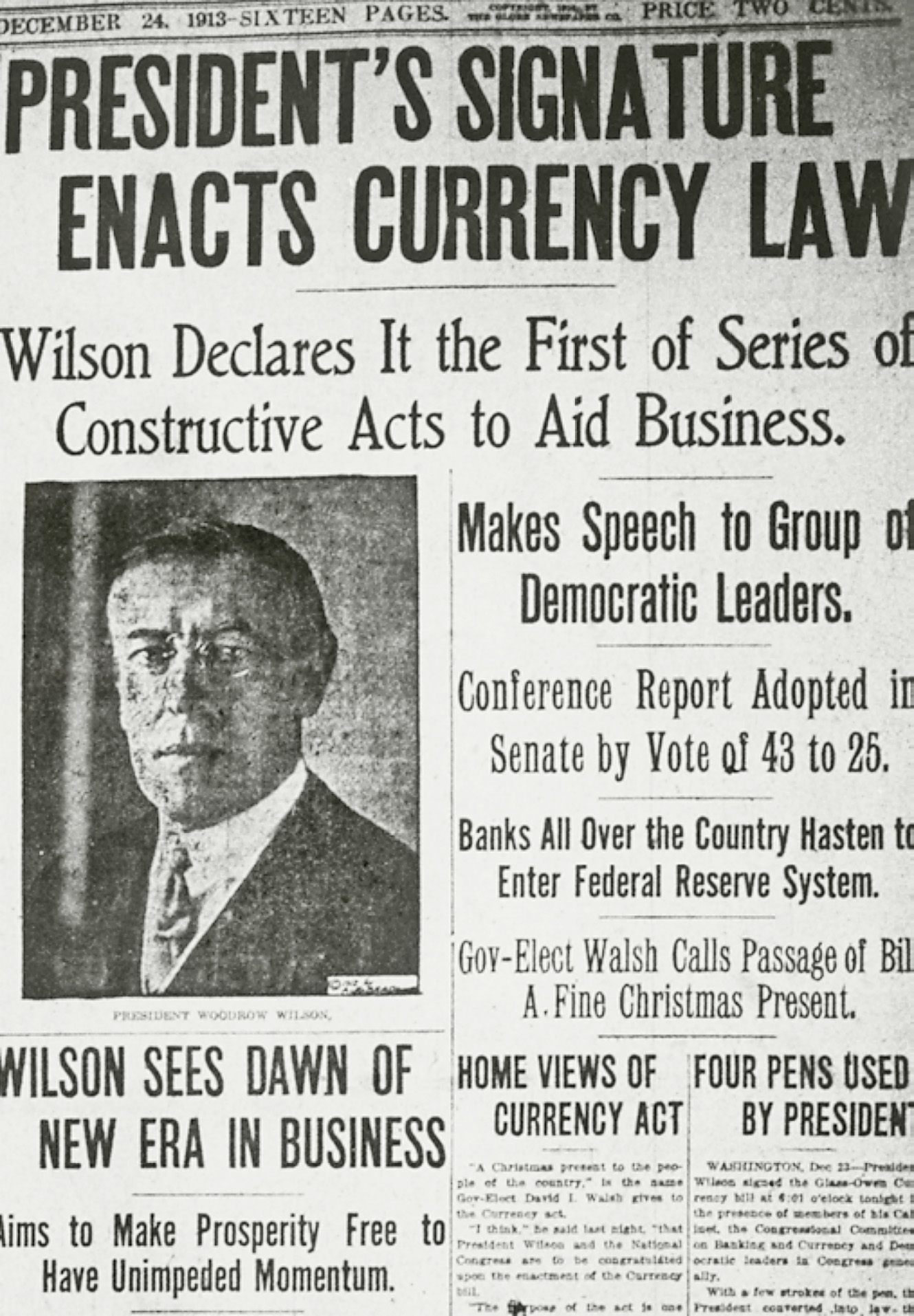
Prima pagina di un giornale del 24 dicembre 1913

Nel 1908, in conseguenza del cosiddetto "panico del 1907", il Congresso degli Stati Uniti emanò l'Aldrich–Vreeland Act, che prese provvedimenti per una valuta d'emergenza e costituì una commissione, la National Monetary Commission, per studiare una riforma monetaria.
La National Monetary Commission produsse fino al 1911 una notevole quantità di studi e analisi sul sistema monetario e finanziario statunitense e sui sistemi monetari e sulle banche centrali presenti nei vari paesi dell'epoca. La Commissione avanzò diverse proposte per l'introduzione di una istituzione che avesse il compito di prevenire e contenere eventuali crisi finanziarie.
Benché in precedenza contrastata dal Partito Democratico, quando i democratici, nel novembre 1912, vinsero le elezioni sia al Congresso che per la Casa Bianca, il nuovo presidente Woodrow Wilson ritenne che la proposta di Aldrich richiedesse poche modifiche. La proposta di Aldrich divenne così la base per il Federal Reserve Act del 1913. La principale differenza fra i due testi stava nel fatto che il controllo passava dal Board of Directors (ribattezzato Federal Open Market Committee nel Federal Reserve Act) al Governo. 
La Fed fu istituita con l'approvazione del Federal Reserve Act del 23 dicembre 1913 dal Congresso degli Stati Uniti e iniziò le sue operazioni nel 1916.
Il difficile dibattito al Congresso per l'approvazione del Federal Reserve Act e la diffidenza da parte dei politici verso soluzioni troppo accentrate determinarono una soluzione legislativa di compromesso che diede vita a una struttura del Federal Reserve System articolata in modo da poter ricevere impulso da tutte le parti del paese e da mantenere una conformazione federale.
L'organizzazione era costituita da una banca centrale con sede a Washington e da quindici banche regionali. La nuova istituzione era posta sotto l'autorità del Governo, che nominava come membri del Federal Reserve Board il Segretario al Tesoro e il Comptroller of the Currency.

### La crisi del 1929 e la riforma del 1935
Quando scoppiò la crisi del 1929, la Federal Reserve perseguì erroneamente una politica monetaria restrittiva, che aggravò le conseguenze della depressione. Infatti, dopo il crollo della Borsa nell'ottobre 1929, la Fed continuò a contrarre l'offerta di moneta e rifiutò di salvare le banche in difficoltà a causa del "bank run".
La crisi aveva mostrato i limiti del sistema. Conseguentemente il Banking Act del 1935 trasformò il Federal Reserve Board in Board of Governors, che acquisì un potere di controllo sulle banche regionali. Venne inoltre istituito il Federal Open Market Committee, il comitato che decide la politica monetaria e in particolare regolamenta i tassi d'interesse.

### Il sistema di Bretton Woods
Il sistema monetario internazionale creato con gli accordi di Bretton Woods dava al dollaro ed alla Federal Reserve il ruolo di perno del sistema. Infatti il nuovo sistema, detto anche Gold-Exchange Standard era basato su una sola moneta, il dollaro statunitense: tutte le altre monete erano definite in dollari e solo il dollaro era definito in oro. Il riferimento all'oro nel rapporto di 35 dollari per un'oncia d'oro, presupponeva che non ci sarebbe stato uno scivolamento incontrollato da parte della Federal Reserve e che essa avrebbe cercato di mantenere il valore reale della propria moneta.
In questo sistema le diverse monete nazionali (eccetto il dollaro statunitense) avevano un tasso di cambio fisso, ma aggiustabile in caso di bisogno a condizione del consenso degli altri membri. Nel tempo la convertibilità delle monete in rapporto al dollaro era incorniciata da un cambio minimo e da uno massimo, che impedivano a queste valute uno scarto di più del 2% rispetto alla parità iniziale fissata.

### Dopo il 1971

Evoluzione storica del tasso d'interesse overnight dal 1954

Le registrazioni dello scandalo Watergate rivelarono che il presidente della Fed, Arthur Burns, operava in modo strumentale rispetto al presidente Richard Nixon: per favorire la rielezione di Nixon nel 1972 aveva attuato una politica monetaria espansiva, che aveva favorito una temporanea crescita economica. A questa, tuttavia, era seguita una forte inflazione (12%) e poi una pesante recessione. I danni causati all'economia dall'uso politico della leva monetaria portarono a una completa trasformazione nei rapporti fra politica e autorità monetaria, e crearono il consenso per l'autonomia della banca centrale dalla politica.
La riforma della Banca fu attuata mediante il Federal Reserve Reform Act del 1977 e lo Humphrey–Hawkins Full Employment Act del 1978. Con queste leggi venne introdotto l'obbligo di relazioni trimestrali al Congresso circa l'ammontare degli aggregati monetari e creditizi previsti per i successivi dodici mesi. Inoltre, il Board of Governors fu d'allora in poi obbligato a consegnare due volte all'anno al Congresso una relazione circa la propria politica monetaria. Ma soprattutto con questa riforma furono indicati alla Fed degli obiettivi propri e svincolati dalla politica economica del Governo: la stabilità dei prezzi e la crescita nel lungo periodo.
Il primo Presidente dopo la riforma fu Paul Volcker, dal 1979 al 1987, che mise fine all'inflazione degli anni Settanta, a prezzo di una rilevante recessione, aumentando i tassi d'interesse overnight fino a raggiungere il 20%.
Dal 1987 al 2006 si è avuto il lungo mandato di Alan Greenspan, contrassegnato dalla paura di una ripetizione degli errori commessi all'indomani della crisi del 1929, quando la Federal Reserve aveva adottato una politica monetaria restrittiva. Sotto la direzione di Greenspan la Federal Reserve ha attuato una politica espansiva, fornendo liquidità al sistema bancario in occasione di ogni crisi, e soprattutto tenendo molto bassi i tassi d'interesse, con la conseguenza, però, di favorire le "bolle" speculative (Dot-com bubble nel 2000 e Housing bubble nel 2004-2005). Greenspan è stato criticato in particolare per il suo ruolo nella crescita della bolla immobiliare degli anni 2000 e nel successivo scoppio della crisi dei subprime nel 2007.
Ben Bernanke ha gestito il periodo della crisi del 2008. Per evitare quanto accaduto nel '29, ha condotto una politica espansiva, abbassando il tasso d'interesse fino allo 0%. Nel 2009, per contrastare gli effetti della recessione negli Stati Uniti, la Fed ha deciso di comprare 300 miliardi di dollari di bond federali, nonché 750 miliardi di dollari di MBS e infine di acquistare debiti di Fannie Mae e Freddie Mac per 100 miliardi di dollari.
Il 6 gennaio 2014, Janet Yellen divenne presidente della Fed, nominata dal presidente Barack Obama e già vice di Ben Bernanke dall'ottobre 2010. Fu la prima donna nella storia a ricoprire l'incarico.
Il 5 febbraio 2018, Jerome Powell prese il posto della Yellen e divenne il sedicesimo presidente.

## Caratteristiche
La Fed ha una “struttura unica che è sia pubblica che privata” ed è descritta come “indipendente all'interno del governo statunitense”, con finalità pubblicistiche e con alcuni aspetti di natura privatistica. La Fed viene considerata una banca centrale indipendente perché le sue decisioni non sono ratificate da alcun organo del potere esecutivo o legislativo.
Il Federal System è oggi costituito da un'agenzia governativa centrale, il Board of Governors of the Federal Reserve System - con sede nella capitale Washington e composto da 7 governatori nominati dal Presidente degli Stati Uniti - e da dodici Federal Reserve Bank regionali, i cui presidenti sono nominati con complesse procedure.
Sia il Board che le 12 Reserve Bank condividono responsabilità nel campo della vigilanza sugli intermediari finanziari e le loro attività, nonché per quanto riguarda l'offerta di servizi bancari alle istituzioni creditizie e al governo. Uno dei principali componenti del Federal Reserve System è il Federal Open Market Committee (FOMC), composto da 12 membri: tutti i 7 membri del Board of Governors, dal presidente della Federal Reserve Bank di New York e, a rotazione, da 4 dei rimanenti 11 presidenti delle altre Reserve Bank federali. Il FOMC è responsabile della definizione delle operazioni di mercato aperto, il principale strumento della Fed per influenzare i tassi di interesse sui mercati monetari e finanziari.
Inoltre, i membri del Board una volta nominati non possono essere rimossi fino alla scadenza del loro mandato. Le 12 banche federali regionali rappresentano l'articolazione operativa del sistema di banca centrale degli Stati Uniti e sono organizzate come enti di diritto privato. Le azioni di ogni distretto possono essere detenute soltanto da banche statunitensi.
Questa è condizione necessaria per essere ammesse ad operare sotto la vigilanza della Fed, ma non è condizione obbligatoria per l'esercizio dell'attività bancaria. Una banca può scegliere di non far parte del Federal Reserve System. In questi casi, la banca può essere vigilata da altre entità, come ad esempio, l'Office of the Comptroller of the Currency (OCC) e la Federal Deposit Insurance Corporation (FDIC). Le azioni delle banche di riserva federale non possono essere vendute, negoziate o date in pegno, i dividendi, per legge sono pari al 6 per cento annuo. La restante quota di utili viene trasferita al Dipartimento del Tesoro degli Stati Uniti.

## Composizione
La struttura semipubblica della Fed si articola in:
1. il Board of Governor (consiglio direttivo) avente sede a Washington,
2. il Federal Open Market Committee (FOMC),
3. le dodici Federal Reserve Banks aventi sede nelle maggiori città statunitensi. Ciascuna Federal Bank locale è un ente di diritto privato e ha un proprio Board of directors (consiglio di amministrazione) composto da nove membri,
4. diverse altre banche private, che sottoscrivono azioni non trasferibili delle Reserve Bank della regione in cui operano,
5. diversi consigli consultivi[36].

## Funzioni
In base alla documentazione ufficiale, i compiti della Fed si possono suddividere in quattro macro-aree:
1. Stabilire la politica monetaria nazionale influenzando la quantità di moneta in circolazione e le condizioni creditizie dell'economia al fine di perseguire il massimo impiego, la stabilità dei prezzi e moderati tassi di interesse a lungo termine;
2. Supervisionare e regolare le istituzioni bancarie per assicurarne la sicurezza e la stabilità del sistema bancario e finanziario nazionale e proteggere i diritti dei consumatori;
3. Mantenere la stabilità del sistema finanziario e contenere il rischio sistemico che può nascere nei mercati finanziari;
4. Fornire servizi di tesoreria per le istituzioni depositanti, il governo degli Stati Uniti ed istituzioni ufficiali straniere inclusa la supervisione del sistema dei pagamenti nazionale.

## Struttura

### Federal Reserve Banks

Distretti della Federal Reserve

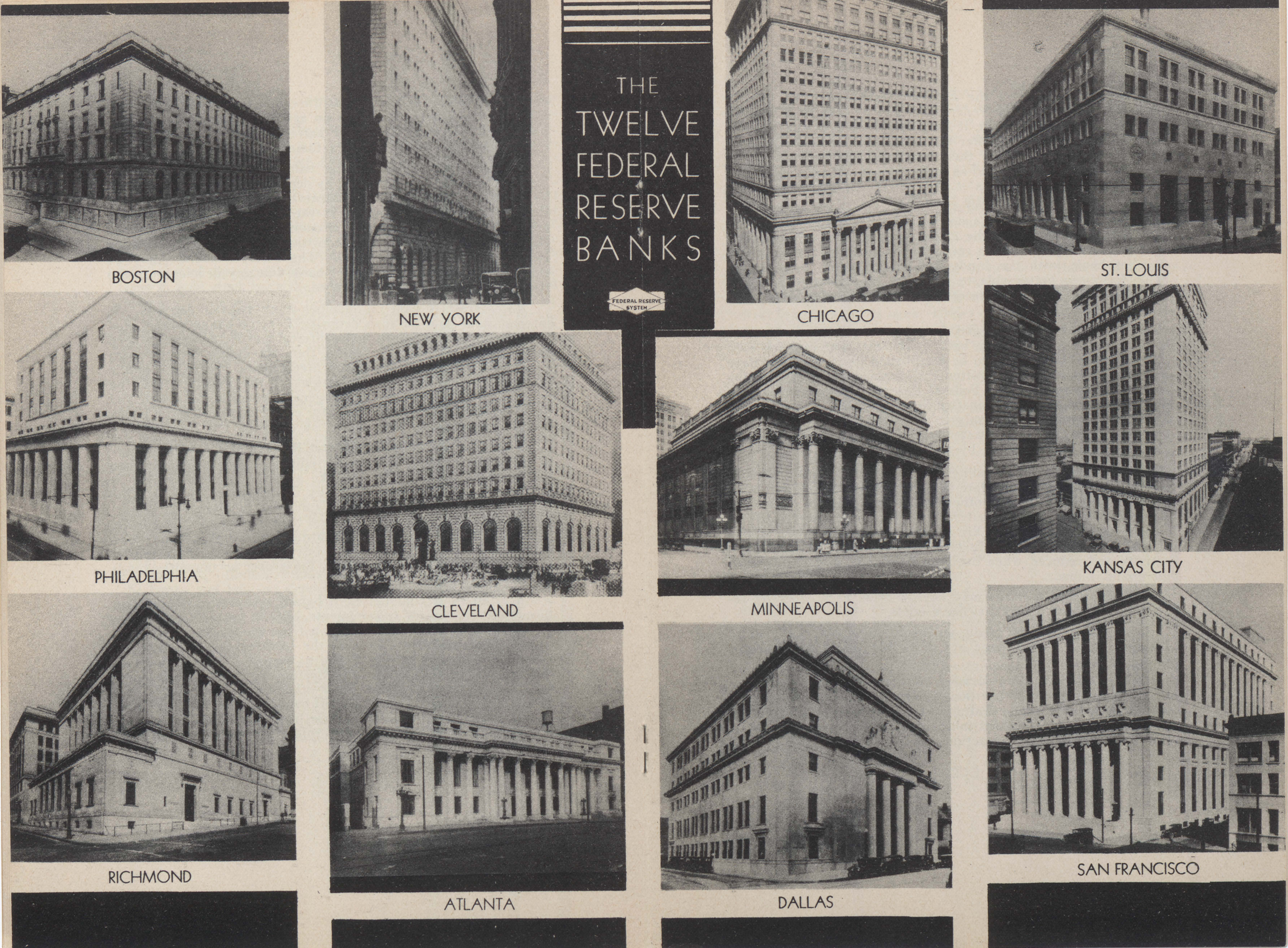
I dodici edifici della Federal Reserve, nel 1936

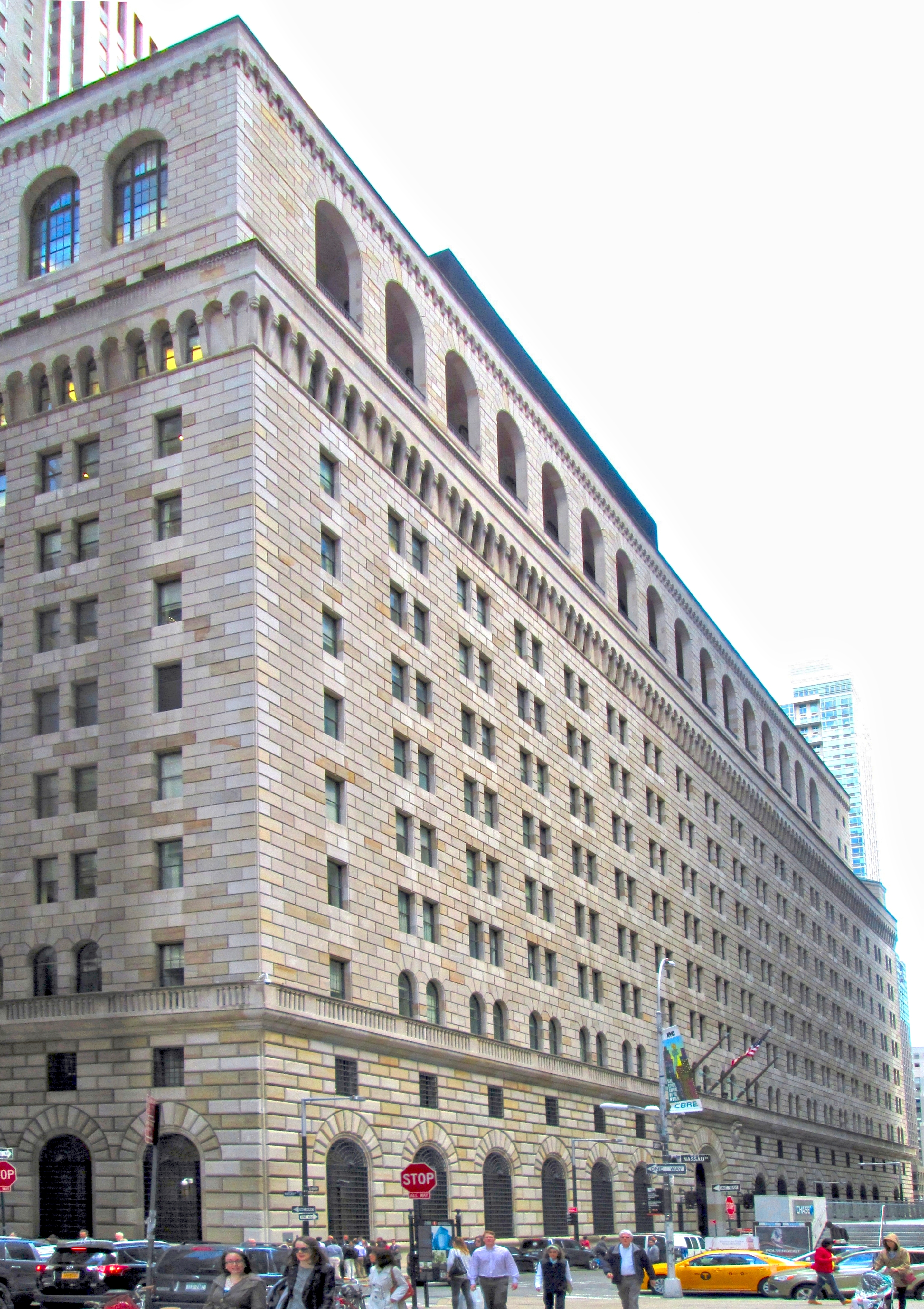
Edificio della Federal Reserve di New York

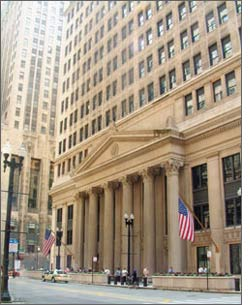
La Federal Reserve Bank di Chicago si trova all'angolo tra LaSalle Street e Jackson Boulevard, nel quartiere finanziario della città.

L'organizzazione territoriale del sistema si compone di 12 regional Federal Reserve Banks ciascuna competente per un distretto (i numeri corrispondono con quelli della cartina):
1. Boston (maggior parte del Connecticut (esclusa la contea di Fairfield), Massachusetts, Maine, New Hampshire, Rhode Island e Vermont)
2. New York (stato di New York, le 12 contee settentrionali del New Jersey, contea di Fairfield nel Connecticut, Puerto Rico, e le U.S. Virgin Islands)
3. Filadelfia (Pennsylvania orientale e centrale, le 9 contee meridionali del New Jersey e Delaware)
4. Cleveland (Ohio, Pennsylvania occidentale, Kentucky orientale, e il Northern Panhandle del West Virginia)
5. Richmond (District of Columbia, Maryland, Virginia, North Carolina, South Carolina e la maggior parte del West Virginia, tutto lo stato tranne il Northern Panhandle)
6. Atlanta (Alabama, Florida, Georgia, 74 contee nei due terzi orientali del Tennessee, 38 parrocchie della Louisiana meridionale e 43 contee del Mississippi meridionale)
7. Chicago (parti settentrionali di Illinois e Indiana, Wisconsin meridionale, il Lower Peninsula del Michigan, e lo Iowa)
8. St. Louis (Arkansas e porzioni di Illinois, Indiana, Kentucky, Mississippi, la metà orientale del Missouri e Tennessee Occidentale. Ha filiali a Little Rock, Louisville e Memphis)
9. Minneapolis (Minnesota, Montana, North Dakota e South Dakota, Wisconsin nord-occidentale, e l'Upper Peninsula del Michigan)
10. Kansas City (Colorado, Kansas, Nebraska, Oklahoma, Wyoming, e porzioni occidentali del Missouri e del New Mexico settentrionale)
11. Dallas (Texas, settentrionale Louisiana e meridionale New Mexico)
12. San Francisco (Alaska, Arizona, California, Hawaii, Idaho, Nevada, Oregon, Utah e Washington — oltre alle Isole Marianne Settentrionali, American Samoa, e Guam)

## Agenzie che esercitano attività complementari
Altre agenzie con compiti simili alla Fed che collaborano reciprocamente in materia di vigilanza bancaria e finanziaria sono: 
- Office of the Comptroller of the Currency;
- Federal Deposit Insurance Corporation;
- Office of Thrift Supervision;
- National Credit Union Administration.
- Federal Financial Institutions Examination Council (FFIEC)

Quest'ultimo garantisce il coordinamento tra le varie agenzie di vigilanza bancaria e l'applicazione uniforme dei principi di sorveglianza sul sistema bancario e finanziario.

## Nella cultura di massa
La nascita della Federal reserve è descritta nel corto del 2010 American dream, diretto da Tad Lumpkin e Harold Uhl.
Nel film Nella tana dei lupi (2018) una banda di criminali cerca di rapinarla.